# Mais Ibadov
Mais Ibadov (ur. 2 sierpnia 1978) – uzbecki zapaśnik w stylu wolnym. Zajął 25 miejsce na mistrzostwach świata w 1997. Szósty na igrzyskach azjatyckich w 1998. Srebrny medal na igrzyskach centralnej Azji w 1999.
Wicemistrz Azji w 1995. Mistrz świata juniorów z 1996, wicemistrz z 1998. Juniorski mistrz Azji w 1998 roku.